# ダタラ
ダタラ (Da' Tara) はアメリカ合衆国で生産された競走馬である。1歳時の2006年、ファシグ・ティプトン8月セールにて17万5000ドルで落札された。

## 経歴
2007年（2歳時）9月にベルモントパーク競馬場で競走馬デビュー戦を迎え、アラン・ガルシアが騎乗して2着となり、12月には未勝利戦に出走したが4着で未勝利馬のまま2歳を終えた。
2008年（3歳時）1月に未勝利戦を制して、デビュー3戦目で初勝利を挙げたが、続く一般競走で3着、そしてGI競走初挑戦となったフロリダダービーでは、ビッグブラウンに敗れて9着という結果に終わった。フロリダダービー後はダービートライアルで5着、バーバロステークスで2着となり迎えた6月7日の第140回ベルモントステークスでは、フロリダダービーで対戦したビッグブラウンが30年ぶりのアメリカ三冠達成が懸かっていたことや自身が目立った競走成績を残せてなかったことから9頭立てで単勝38.5倍の最低人気にとどまったが、レースではデビュー戦以来7戦ぶりにアラン・ガルシアが騎乗し、スタート後は先手を取り、2着となったデニスオブコークに5馬身1/4差をつけ逃げ切り、最下位に沈んだビッグブラウンの三冠達成を阻止しGI競走初勝利を挙げた。この勝利は鞍上のアラン・ガルシアにとってはベルモントステークス初勝利、ニック・ジトー厩舎にとっては2004年にバードストーンが制して以来の4年ぶり2勝目となった。ちなみにバードストーンが勝った2004年は、スマーティージョーンズの三冠を阻止しており、今回も再び三冠を阻止した結果になった。その後、10月のジェロームハンデキャップ (G2) に出走したが、6着に終わった。11月のクレーミング競走ではのちのホイットニーハンデキャップ優勝馬で同じティズナウ産駒のブルズベイに敗れ3着となっている。
2009年（4歳時）、クレーミング競走で3戦連続2着に敗れ、その後もアルバートザグレートステークス最下位、ウッドワードステークスでは競走中止とこの年は1勝もできず現役を引退、種牡馬入りした。

## 年度別競走成績
- 2007年（2歳） 2戦0勝
- 2008年（3歳） 10戦2勝
  - 1着 ベルモントステークス (GI)
- 2009年（4歳） 7戦0勝
- 出典：[1]

## 血統表
| ダタラの血統            | ダタラの血統                      | ダタラの血統                      | （血統表の出典）                  | （血統表の出典） |
| 父系                    | インテント系                      | インテント系                      | インテント系                      |                  |
| 父 Tiznow 1997 鹿毛     | 父の父Cee's Tizzy 1987 芦毛       | Relaunch                          | In Reality                        | In Reality       |
| 父 Tiznow 1997 鹿毛     | 父の父Cee's Tizzy 1987 芦毛       | Relaunch                          | Foggy Note                        |                  |
| 父 Tiznow 1997 鹿毛     | 父の父Cee's Tizzy 1987 芦毛       | Tizly                             | Lyphard                           | Lyphard          |
| 父 Tiznow 1997 鹿毛     | 父の父Cee's Tizzy 1987 芦毛       | Tizly                             | Tizna                             |                  |
| 父 Tiznow 1997 鹿毛     | 父の母Cee's Song 1986 黒鹿毛      | Seattle Song                      | Seattle Slew                      | Seattle Slew     |
| 父 Tiznow 1997 鹿毛     | 父の母Cee's Song 1986 黒鹿毛      | Seattle Song                      | Incantation                       |                  |
| 父 Tiznow 1997 鹿毛     | 父の母Cee's Song 1986 黒鹿毛      | Lonely Dancer                     | *ナイスダンサー                   | *ナイスダンサー  |
| 父 Tiznow 1997 鹿毛     | 父の母Cee's Song 1986 黒鹿毛      | Lonely Dancer                     | Sleep Lonely                      |                  |
| 母 Torchera 1993 黒鹿毛 | 母の父Pirate's Bounty 1975 青鹿毛 | Hoist the Flag                    | Tom Rolfe                         | Tom Rolfe        |
| 母 Torchera 1993 黒鹿毛 | 母の父Pirate's Bounty 1975 青鹿毛 | Hoist the Flag                    | Wavy Navy                         |                  |
| 母 Torchera 1993 黒鹿毛 | 母の父Pirate's Bounty 1975 青鹿毛 | Bad Seed                          | Stevward                          | Stevward         |
| 母 Torchera 1993 黒鹿毛 | 母の父Pirate's Bounty 1975 青鹿毛 | Bad Seed                          | Rich and Rare                     |                  |
| 母 Torchera 1993 黒鹿毛 | 母の母Kaylem Ho 1978 栗毛         | Salem                             | Cyane                             | Cyane            |
| 母 Torchera 1993 黒鹿毛 | 母の母Kaylem Ho 1978 栗毛         | Salem                             | Witching Hour                     |                  |
| 母 Torchera 1993 黒鹿毛 | 母の母Kaylem Ho 1978 栗毛         | Kay Ho                            | Quid Pro Quo                      | Quid Pro Quo     |
| 母 Torchera 1993 黒鹿毛 | 母の母Kaylem Ho 1978 栗毛         | Kay Ho                            | Scotch Verdict                    |                  |
| 母系(F-No.)             | (FN:5-i)                          | (FN:5-i)                          | (FN:5-i)                          | [ § 2 ]          |
| 5代内の近親交配         | Northern Dancer 5×5=6.25%（父内） | Northern Dancer 5×5=6.25%（父内） | Northern Dancer 5×5=6.25%（父内） | [ § 3 ]          |
| 出典                    | 1. 2. 3.                          | 1. 2. 3.                          | 1. 2. 3.                          | 1. 2. 3.         |